# ITF Nottingham
Das ITF Nottingham (offiziell: AEGON Trophy) war ein Tennisturnier des ITF Women’s Circuit, das in Nottingham, Vereinigtes Königreich ausgetragen wird.
Ab 2015 wird es ein WTA-Turnier der Kategorie International der WTA Tour sein.

## Siegerliste

### Einzel
| Jahr                     | Siegerin            | Finalgegnerin     | Ergebnis      |
| ------------------------ | ------------------- | ----------------- | ------------- |
| ↓ Kategorie: $50.000 ↓   |                     |                   |               |
| 2009                     | Maria Elena Camerin | Stefanie Vögele   | 6:2, 4:6, 6:1 |
| 2010                     | Elena Baltacha      | Carly Gullickson  | 6:2, 6:2      |
| ↓ Kategorie: $75.000+H ↓ |                     |                   |               |
| 2011                     | Eleni Daniilidou    | Wolha Hawarzowa   | 1:6, 6:4, 6:2 |
| ↓ Kategorie: $75.000 ↓   |                     |                   |               |
| 2012                     | Urszula Radwańska   | Coco Vandeweghe   | 6:1, 4:6, 6:1 |
| 2013                     | Petra Martić        | Karolína Plíšková | 6:3, 6:3      |
| 2014                     | Kristýna Plíšková   | Sarina Dijas      | 6:2, 3:6, 6:4 |

### Doppel
| Jahr                     | Siegerinnen                      | Finalgegnerinnen                  | Ergebnis          |
| ------------------------ | -------------------------------- | --------------------------------- | ----------------- |
| ↓ Kategorie: $50.000 ↓   |                                  |                                   |                   |
| 2009                     | Alexa Glatch Natalie Grandin     | Eleni Daniilidou Rika Fujiwara    | 6:3, 2:6, [10:7]  |
| 2010                     | Sarah Borwell Raquel Kops-Jones  | Naomi Broady Katie O’Brien        | 6:3, 2:6, [10:7]  |
| ↓ Kategorie: $75.000+H ↓ |                                  |                                   |                   |
| 2011                     | Kimiko Date-Krumm Zhang Shuai    | Raquel Kops-Jones Abigail Spears  | 6:4, 7:67         |
| ↓ Kategorie: $75.000 ↓   |                                  |                                   |                   |
| 2012                     | Eleni Daniilidou Casey Dellacqua | Laura Robson Heather Watson       | 6:4, 6:2          |
| 2013                     | Maria Sanchez Nicola Slater      | Gabriela Dabrowski Sharon Fichman | 4:6, 6:3, [10:8]  |
| 2014                     | Jocelyn Rae Anna Smith           | Sharon Fichman Maria Sanchez      | 7:65, 4:6, [10:5] |